# Chuột chù Kivu lông dài
Chuột chù Kivu lông dài, tên khoa học Crocidura lanosa, là một loài động vật có vú trong họ Chuột chù, bộ Soricomorpha. Loài này được Heim de Balsac mô tả năm 1968. Chúng được tìm thấy ở Cộng hòa Dân chủ Congo và Rwanda.